# جون بوكانان (سياسي نيوزلندي)
جون بوكانان (بالإنجليزية: John Buchanan)‏ هو سياسي نيوزلندي، ولد في 1819، وتوفي في 1892. انتخب عضو مجلس النواب النيوزيلندي.